# Nieder-Moos
Nieder-Moos ist ein Ortsteil der Gemeinde Freiensteinau im mittelhessischen Vogelsbergkreis.

## Geografie

### Lage
Nieder-Moos liegt an den südlichen Ausläufern des Vogelsbergs.

### Nachbarorte
Nieder-Moos grenzt im Nordosten an den Ort Metzlos, im Südosten an den Ort Gunzenau, im Südwesten an den Ort Ober-Moos und im Nordwesten an den Ort Crainfeld.

## Ortsgeschichte

### Mittelalter
Die Ersterwähnung erfolgte in den Jahren 927–956, als die Grundherrschaft und der Grundbesitzer das Kloster Fulda war. Niedergeschrieben ist dies in einem Kopiar um 1160 als „Musah“. „... in Slirefe ... et in loco Musah ...“ (in Schlirf und in dem Ort Moos.)
Zu dieser Zeit war es der Erzdiözese Mainz, Archidiakonat des Propstes von St. Johann in Mainz und der Pfarrei Crainfeld zugeordnet.
Erstmals wurde Nieder-Moos 1447 in einer Urkunde als „Nyddern Mose“ erwähnt. Differenzierte Ortsnamen finden sich am Moosbach seit dem 14. und 15. Jahrhundert und richten sich außer bei Wünschen-Moos nach der Höhenlage.
Am 3. Juli 1482 kam es nach kriegerischen Unruhen zur Wiederaufrichtung des Gerichts „Niddernmose“ durch Erbmarschälle zu Hessen, die Brüder Junker Hermann III. und Junker George Rietesell.
Der Ortsname leitet sich von dem Gewässernamen Moosbach ab. Das ahd. und mhd. Wort „mos“ bedeutet Moor, Sumpfland, Moos ab. Deshalb deutet die Namenskunde den Ortsnamen als „Bach, dessen Ufer versumpft sind“.

### Neuzeit
1524 hatten die Riedesel von Eisenbach das Patronatsrecht inne. Mit der Reformation erfolgte der Bekenntniswechsel. Erster evangelischer Pfarrer: Johannes von Lindau 1528–1569.
In 1467 erfolgte die Zerstörung der damaligen Pfarrkirche, 1524 wieder errichtet.1524 als Pfarrei belegt, die vermutlich schon früher bestand. Hierzu gehörten 1525 Bannerod, Heisters, Metzlos, Metzlos-Gehaag, Nösberts, Ober-Moos, Steinfurt, Vaitshain, Weidmoos, Wünschen-Moos und Zahmen. 1526 werden allerdings Metzlos, Metzlos-Gehaag, Obermoos und Steinfurt nicht mehr genannt.
1787 zählte es zu den Freiherren von Riedesel zu Eisenbach, Gericht Moos (Mannlehen von Kurpfalz).
In Nieder-Moos galten die Riedesel’schen Verordnungen als Partikularrecht. Das Gemeine Recht galt nur, soweit diese Verordnungen keine Bestimmungen enthielten. Dieses Sonderrecht behielt theoretisch seine Geltung auch während der Zugehörigkeit zum Großherzogtum Hessen im 19. Jahrhundert, in der gerichtlichen Praxis wurden aber nur noch einzelne Bestimmungen angewandt. Das Partikularrecht wurde zum 1. Januar 1900 von dem einheitlich im ganzen Deutschen Reich geltenden Bürgerlichen Gesetzbuch abgelöst.

## Neuordnung
Am 31. Dezember 1971 wurde die Gemeinde Nieder-Moos im Zuge der Gebietsreform in Hessen in die Gemeinde Freiensteinau eingegliedert.

## Politik
Ortsvorsteher ist Stefan Seipel.

## Kultur und Sehenswürdigkeiten

### Musik

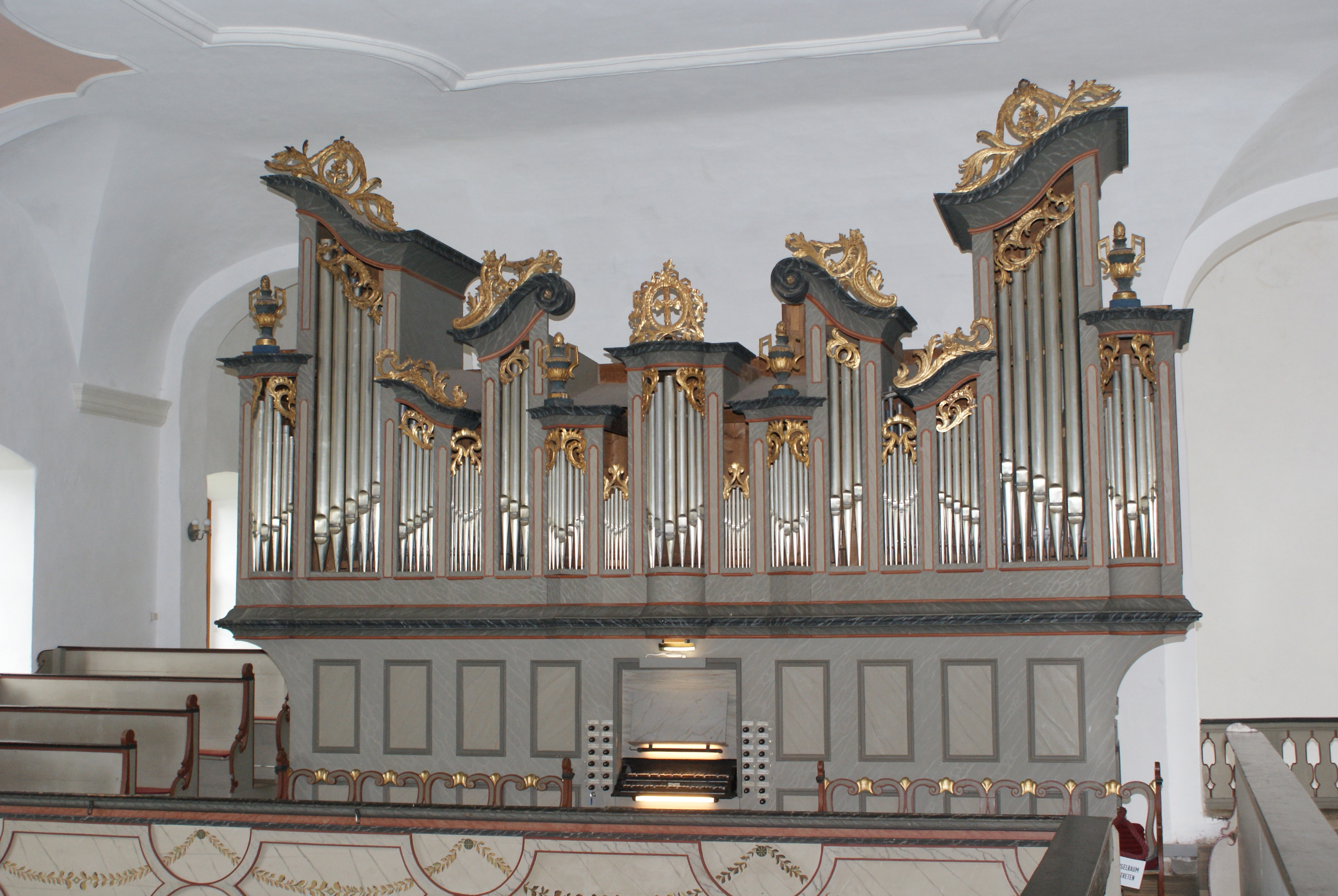
Nieder-Mooser Denkmalorgel von 1791

In der Evangelischen Kirche Nieder-Moos befindet sich eine historische Orgel aus den Jahren 1790 und 1791. Sie wurde von Johann-Markus Oestreich aus Ober-Bimbach bei Fulda erbaut und gilt als bedeutendste hessische Denkmalorgel aus der Zeit des Klassizismus. Das Instrument verfügt über 23 Register auf zwei Manualen und Pedal. Der ungewöhnlich breite Prospekt ist 15-teilig gestaltet und mit Verzierungen versehen, die vom ausgehenden Rokoko bis zum Zopfstil reichen. Das Pfeifenwerk ist nahezu unverändert und die technische Anlage vollständig im Original erhalten. Im Jahr 1978 führte die Firma Förster & Nicolaus eine Restaurierung durch. Die Orgel nimmt innerhalb der Nieder-Mooser Sommerkonzerte eine zentrale Stellung ein.

### Sport
Der Fußballverein des Ortes SV Nieder-Moos spielt mit seiner ersten Mannschaft in der Kreisoberliga Fulda Süd. In der Saison 2008/09 ist der SVN durch die Relegation von der A-Liga in die Kreisoberliga aufgestiegen. Großen Anteil an diesem Erfolg hatte der damalige Spielertrainer und frühere Bundesligaprofi Steffen Herzberger. Die Reserve trägt ihre Spiele in der C-Liga Schlüchtern West aus.

## Personen mit Ortsbezug
- Reinhold Daum (1892–wahrscheinlich 1945), hessischer Landtagsabgeordneter der NSDAP und SS-Obersturmbannführer, als KZ-Arzt im KZ Osthofen an Verbrechen gegen die Menschlichkeit beteiligt